# Zvonimir Troskot
Zvonimir Troskot (Zagreb, 1984.), hrvatski ekonomist, političar, bivši nogometni vratar i reprezentativac. Široj javnosti je poznat kao glavni koordinator i jedan od osnivača građanske inicijative "Narod odlučuje". Član je MOST-a.

## Ekonomija
Pohađao je zagrebačku VII. gimnaziju. Diplomirao je 2009. na Ekonomskom fakultetu sveučilišta u Zagrebu. Za vrijeme studija u Zagrebu, na Sveučilištu Georgetown dobiva 2006. potvrdu (certifikat) studija međunarodne ekonomije, političkih znanosti i međunarodnih odnosa, tijekom 2007. studira na Nacionalnom sveučilištu Singapura, a 2008. dobiva potvrdu (certifikat) iz područja financijskog menadžmenta i inženjerstva Švicarskog financijskog instituta nakon studija na Sveučilištu u Lausanni.
Govori engleski i španjolski jezik, koji je usavršavao tijekom studija na Sveučilištu u Belgranu u Argentini.

## Nogomet
Branio je za juniorsku momčad zagrebačkog Dinama. Igrao je i za hrvatsku nacionalnu momčad do 18 godina zajedno s Lukom Modrićem, Vedranom Ćorlukom, Eduardom i Nikom Kranjčarom. Zajedno s "Generacijom '84." nastupio je i osvojio 3. mjesto na Europskom prvenstvu u Engleskoj, kada je Niko Kranjčar bio proglašen najboljim mladim igračem Europe te na Svjetskom prvenstvu u Trinidadu i Tobagu.
Za studija u Singapuru dobio je poziv za nastup u singapurskoj reprezentaciji, ali ga odbija zbog skorog povratka u Hrvatsku. Ubrzo nakon povratka odustaje od daljnje nogometne karijere i posvećuje se ekonomiji.

## Osobni život
Za vrijeme djetinjstva i studija proputovao je više od 40 zemalja, u kojima je posjećivao bogomolje svih vjeroispovijesti i tragao za pripadnosti:
»Ulazio sam u sinagoge, pagode, džamije... Hodao sam sa curama svih religija. Srce mi je već bilo umorno od traženja Boga i najbolje mi je rekao mons. Juraj Batelja da, kamo god budem putovao, susrest ću samo Isusa Krista jer je on jedini Bog.«

Nakon psihičke krize u rujnu 2012., obratio se na katoličanstvo, iz kojeg je kasnije proizašao njegov društveni i građanski aktivizam. Svoje svjedočanstvo preobraćenje ovako opisuje u razgovoru za Večernji list:
»...imao sam strašnu tjeskobu i bol u prsima pa sam u rujnu 2012. htio ići i psihijatru. Nakon jednog večernjeg izlaska pijan sam izašao iz jednog kafića u središtu Zagreba i krenuo pješice kući, prema Kennedyjevu trgu, jer nije bilo tramvaja i odlučio sam moliti “Isuse, sine Davidov, smiluj mi se”. Molio sam sve do kuće, legao u krevet i, kad sam se probudio, imao sam dojam kao da mi je duša premazana putrom, jer je anksioznost posve nestala. Sve je promijenila jedna molitva. (...) Vidio sam da je Bog živ. Tražio ga sam ga po svim zemljama, a našao u sebi.«